# Loui Sand
 (juillet 2021).
Pour les articles homonymes, voir Sand.
Loui Sand, né le 27 décembre 1992 à Modera au Sri Lanka,,, est un handballeur suédois trans, évoluant au poste d'ailier gauche.

## Biographie
Après sa naissance au Sri Lanka, Loui Sand est adopté par un couple de suédois de Göteborg.
En 2012, Sand remporte le championnat du monde junior féminin avec en outre le titre de meilleure ailière gauche de la compétition. La même année est marquée par sa première sélection en équipe de Suède féminine de handball et en décembre par une 8e place au Championnat d'Europe 2012.
Sand participe ensuite à plusieurs autres compétitions internationales, et s’adjuge notamment une médaille de bronze au Championnat d'Europe 2014 ainsi que la 7e place aux Jeux olympiques de 2016.
Lors de la saison 2017-2018, Sand rejoint le Brest Bretagne Handball en Championnat de France, partageant le poste à l'aile gauche avec Maud-Éva Copy. Sand et les Brestoises remportent la coupe de France, terminent vice-championnes de France et sont éliminées en quart de finale de la coupe EHF après une participation au premier tour de la ligue des champions. Toutefois, le BBH décide de ne pas activer sa deuxième année de contrat. Elle signe à compter de la saison 2018-2019 au CJF Fleury Loiret Handball pour remplacer Paule Baudouin.
Le 7 janvier 2019, à l'âge de vingt-six ans, Sand annonce la rupture de son contrat la liant au CJF Fleury Loiret Handball et décide de mettre un terme à sa carrière dans le handball. En couple avec Emma Berglund, il affirme que sa retraite lui permettra d'entamer sa transition de genre et adopte définitivement le prénom Loui,.
En 2021, il signe un contrat avec le club de Kärra (sv), en deuxième division masculine suédoise, et devient ainsi le premier joueur trans du handball suédois.

## Palmarès

### En club
compétitions nationales féminines
- Championnat de Suède (5) : 2012, 2013, 2014, 2015 et 2016 (avec IK Sävehof)
- Coupe de France (1) : 2018 (avec Brest Bretagne Handball)
- Championnat de France : finaliste en 2018 (avec Brest Bretagne Handball)

### En sélection
Suède féminine
- 8e place au Championnat d'Europe 2012
- médaille de bronze au Championnat d'Europe 2014
- 9e place au Championnat du monde 2015
- 7e place aux Jeux olympiques de 2016
- 8e place au Championnat d'Europe 2016
- 4e place au Championnat du monde 2017
- 6e place au Championnat d'Europe 2018

Suède féminine junior
- médaille d'or Championnat du monde junior 2012

### Récompenses individuelles
- meilleure ailière gauche du championnat du monde junior 2012[5]